# بافضیلت
«فضیلت» (انگلیسی: Virtuous (2014 film)) یک فیلم است که در سال ۲۰۱۴ منتشر شد.